# ミヒャエル・ツェッテラー
ミヒャエル・ツェッテラー（Michael Zetterer、1995年7月12日 - ）は、ドイツ・ミュンヘン出身のサッカー選手。ヴェルダー・ブレーメン所属。ポジションはGK。

## 経歴

### クラブ
2013-14シーズンにSpVggウンターハヒンクのトップチームに昇格し、シーズン中にコルビニアン・ミュラーからレギュラーを奪った。
2015年1月27日、ヴェルダー・ブレーメンに3年契約で移籍した。ブレーメンでは23歳以下のチームでリーグ戦30試合に出場したが、手の怪我にたびたび悩まされた。
2019年1月、オーストリア2部のSKアウストリア・クラーゲンフルトに半年間レンタル移籍し、リーグ戦14試合に出場。
同年5月、ブレーメンに復帰し契約延長に合意したが、同年7月にPECズヴォレへ2シーズンのレンタルで移籍した。
2021年1月30日、ブレーメンに復帰した。ズヴォレでは2020-21シーズンにはリーグ戦19試合に出場し、シーズン終了まで契約を残していたが、ブレーメン側の「今が復帰の適切な時期」との判断により復帰が決まった。

### 代表
代表レベルでは2014年8月、U-20ドイツ代表に初招集され、同年9月14日に行われたU-20スイス代表戦でデビュー。2015年11月16日に行われたU-20ポーランド代表戦までに通算5試合に出場した。その後、U-21ドイツ代表としても1試合に出場した。